# Woiwodschap Lublin
De woiwodschap Lublin (uitspraak: [lublin], ong. loeblien) (Pools: Województwo lubelskie [uitspraak: ([vɔjɛˈvut͡stfɔ luˈbɛlskʲɛ], ong. vojevoetstfo loebelskië]) is een van de zestien woiwodschappen van Polen. Het is gelegen in het zuidoosten van Polen met als hoofdstad Lublin. De provincie grenst zowel aan Wit-Rusland als aan Oekraïne.

## Kerngegevens
- Werkloosheid: 15,5 procent
- Jaarinkomen per hoofd van de bevolking: 4,134 euro

## Belangrijkste steden
- Lublin – 358 251
- Chełm – 70 841
- Zamość – 66 674
- Biała Podlaska – 58 047
- Puławy – 55 125
- Świdnik – 42 797
- Kraśnik – 38 767
- Łuków – 30 727
- Biłgoraj – 26 940
- Lubartów – 25 758
- Łęczna – 23 279
- Krasnystaw - 21 043
- Tomaszów Lubelski – 20 261
- Międzyrzec Podlaski - 17 283

## Overige plaatsen
- Albinów Duży

## Foto's

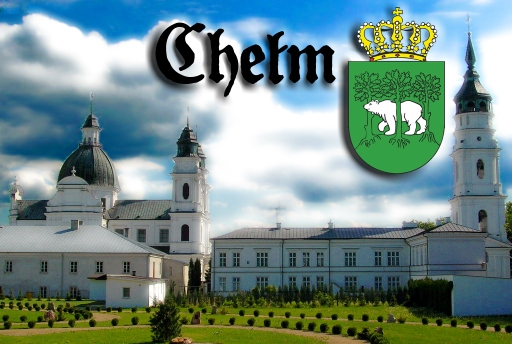
Chełm
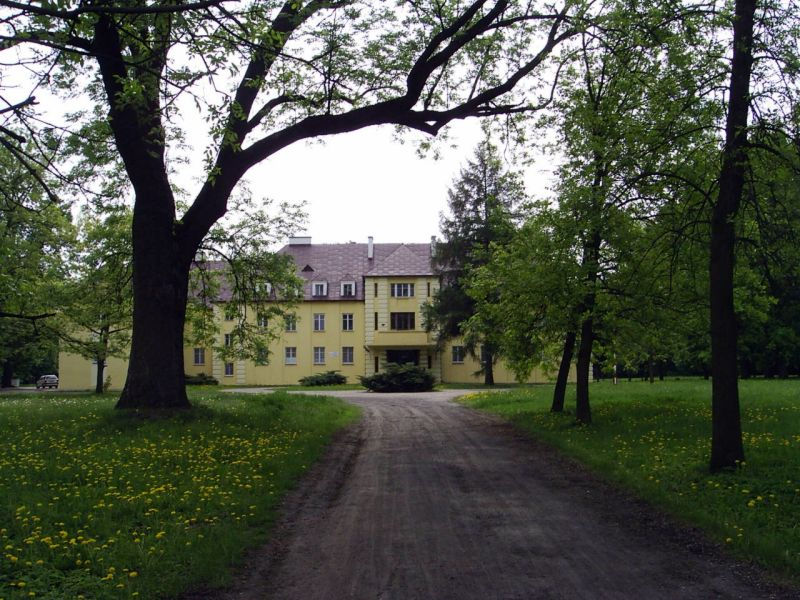
Potocki's Paleis in Międzyrzec Podlaski
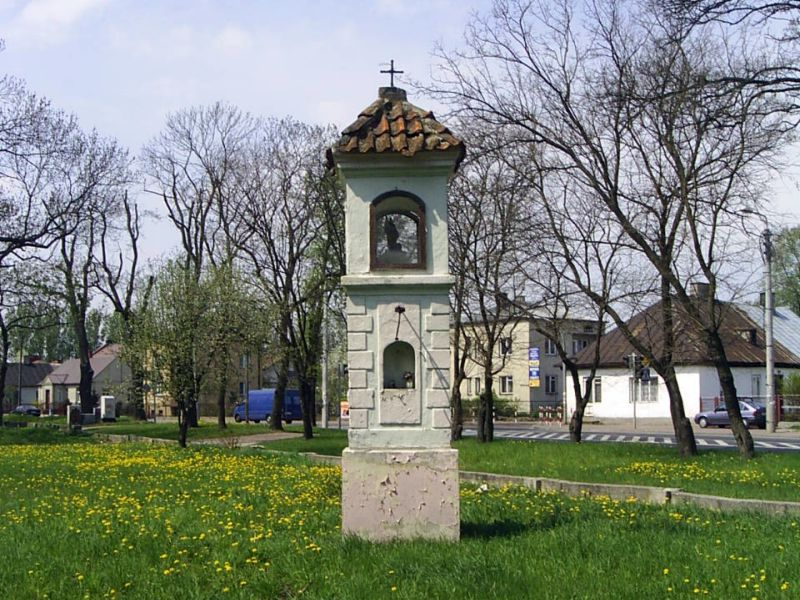
Oude kapel
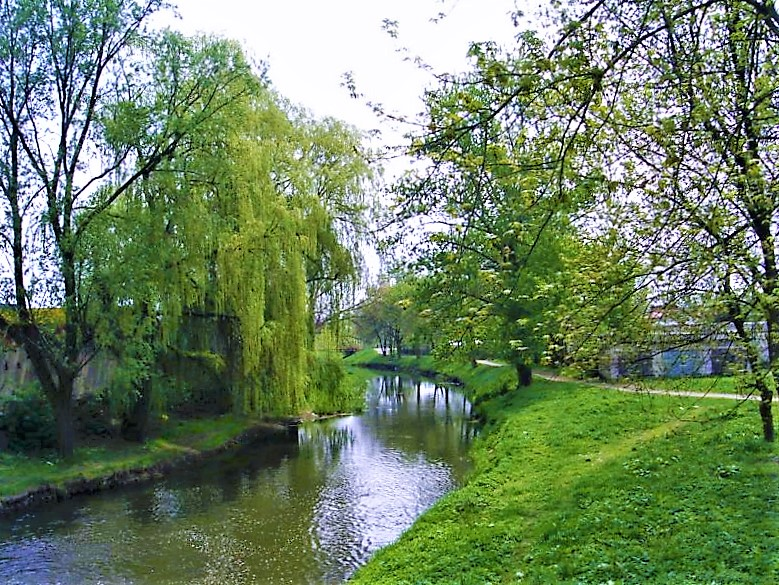
Krzna rivier
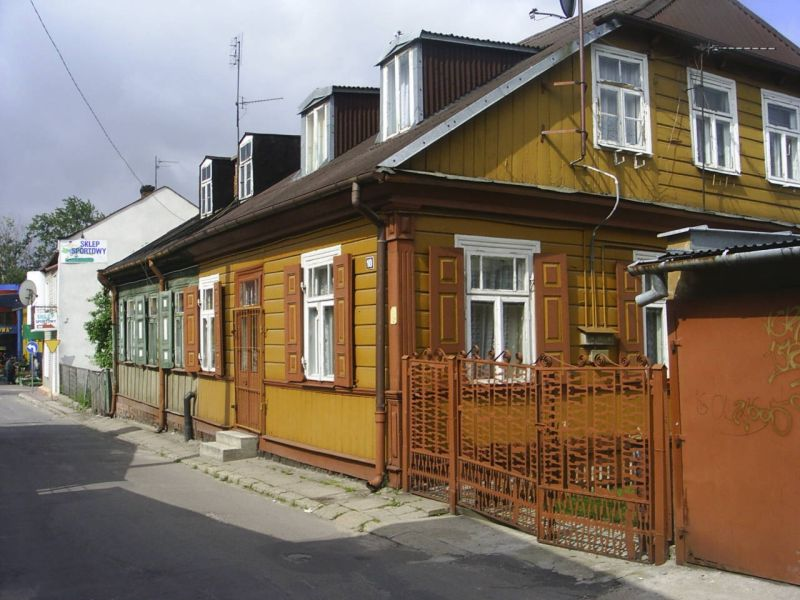
Oude houten huizen

Stadsdistricten:
Biała Podlaska · Chełm · Lublin · Zamość

Districten:
Biała Podlaska · Biłgoraj · Chełm · Hrubieszów · Janów Lubelski · Krasnystaw · Kraśnik · Lubartów · Lublin · Łęczna · Łuków · Opole Lubelskie · Parczew · Puławy · Radzyń · Ryki · Świdnik · Tomaszów Lubelski · Włodawa · Zamość
Ermland-Mazurië · Groot-Polen· Heilig Kruis · Klein-Polen · Koejavië-Pommeren · Łódź · Lublin · Lubusz · Mazovië · Neder-Silezië · Opole · Podlachië · Pommeren · Silezië · Subkarpaten · West-Pommeren